# Сан-Роман-де-ла-Куба
Сан-Роман-де-ла-Куба (ісп. San Román de la Cuba) — муніципалітет в Іспанії, у складі автономної спільноти Кастилія-і-Леон, у провінції Паленсія. Населення — 98 осіб (2010).
Муніципалітет розташований на відстані близько 230 км на північний захід від Мадрида, 38 км на північний захід від Паленсії.

## Демографія
Динаміка населення (INE ):

## Галерея зображень

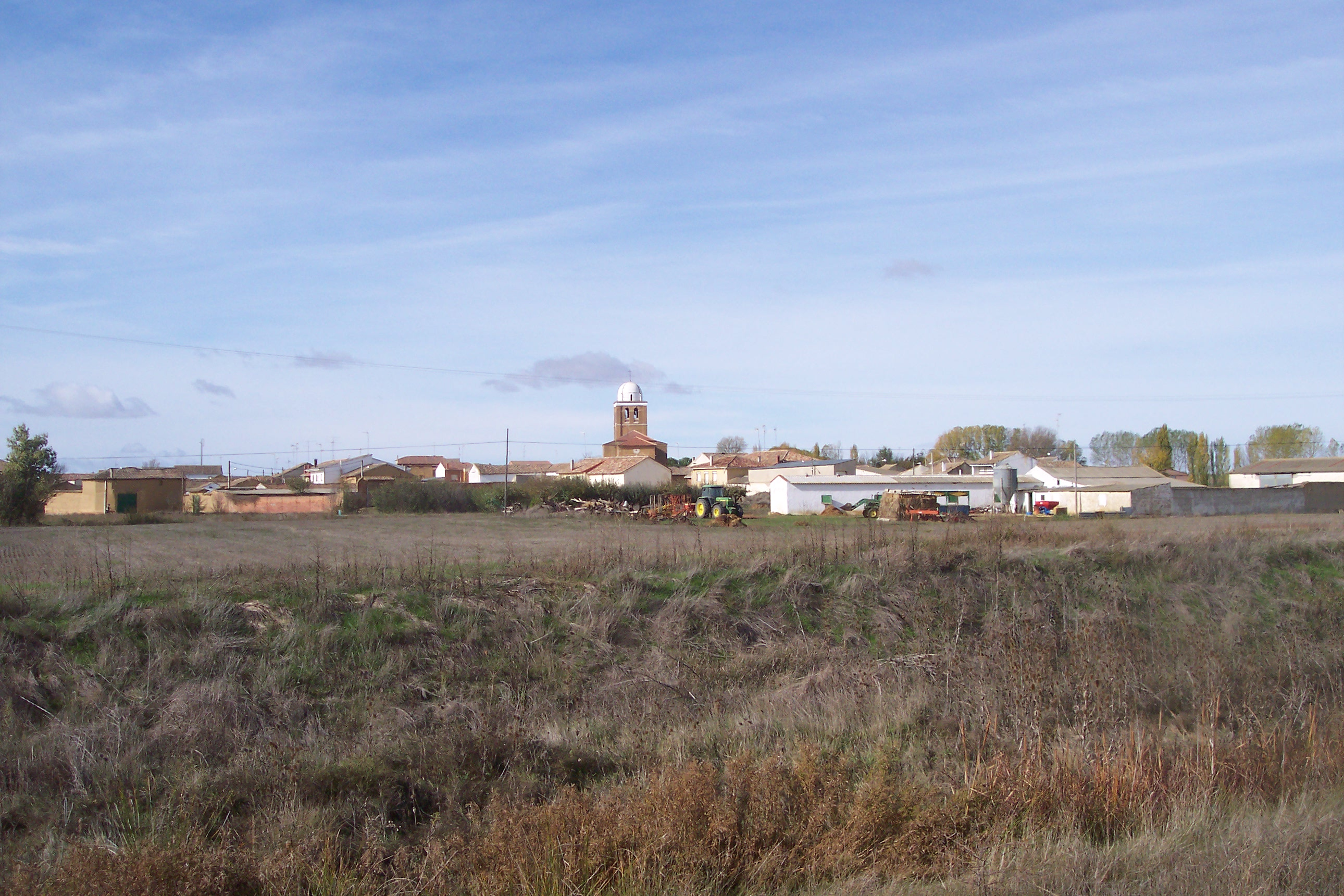
Сан-Роман-де-ла-Куба
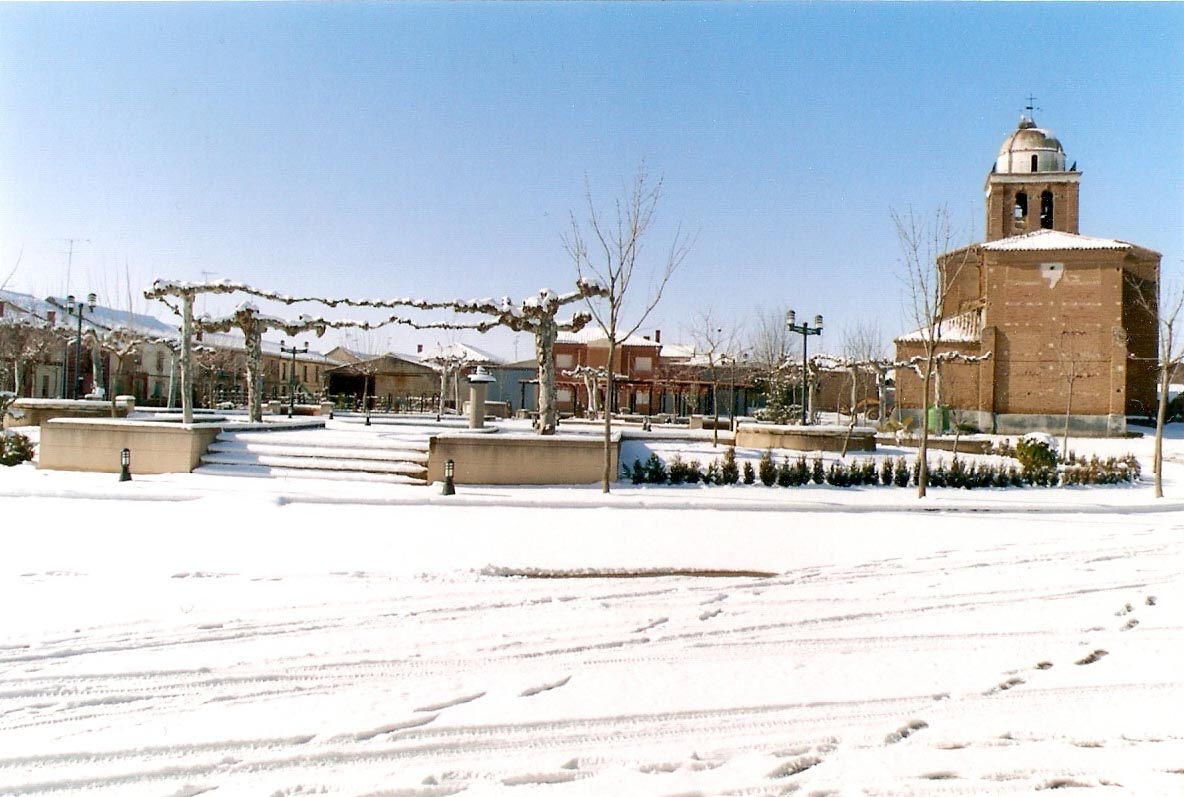
Пласа-де-Сан-Роман
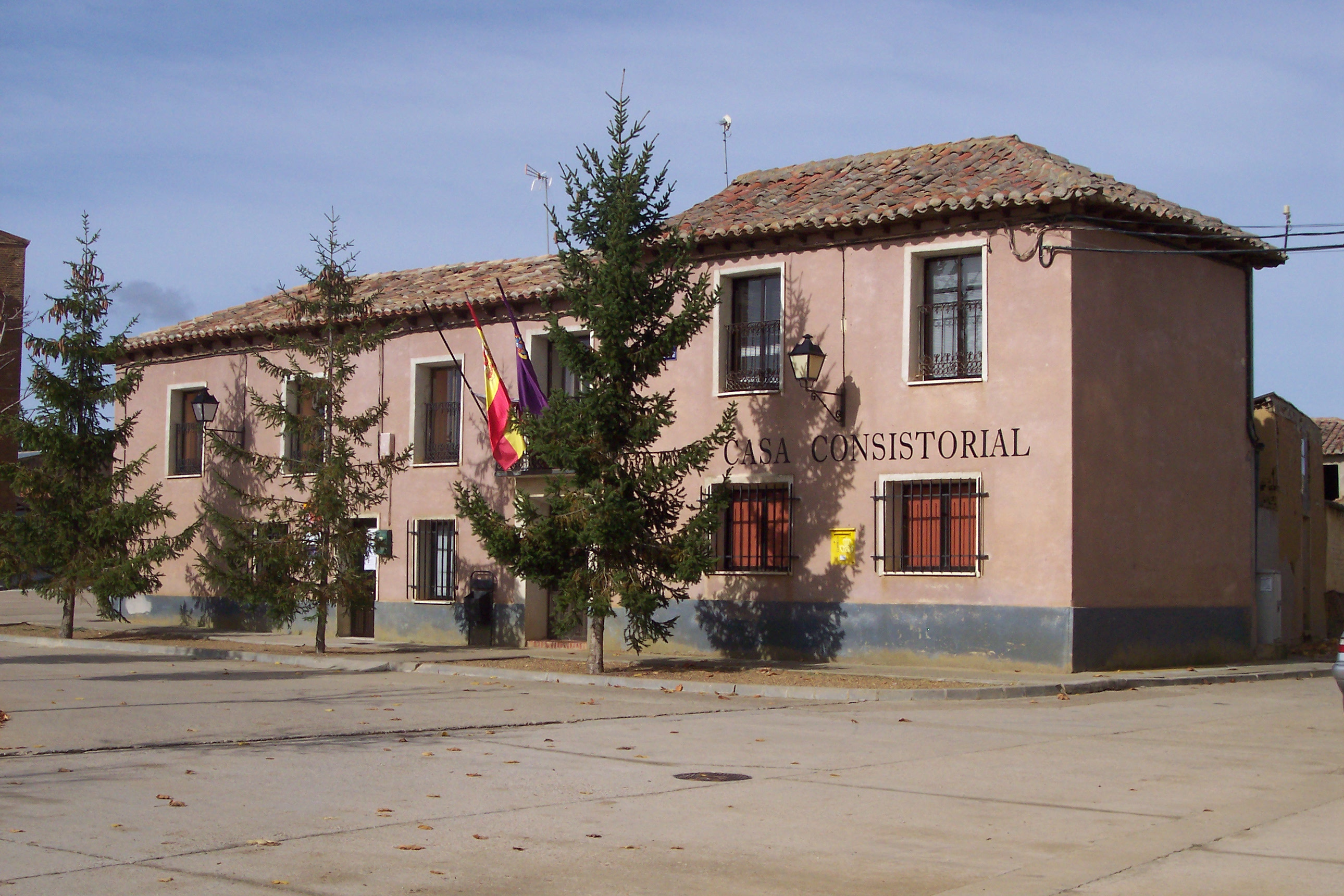
Муніципальна рада